# Piotr Młody
Piotr Młody (rum. Petru cel Tânăr; zm. 1569) – hospodar wołoski 1559–1568 z dynastii Basarabów.
Był synem hospodara wołoskiego Mirczy Pastucha. Formalnie objął tron po śmierci ojca w 1559, jednak z racji jego małoletniości rządy sprawowała matka Chiajna. Początkowo opozycja zdołała ich pokonać, jednak znaleźli oparcie w Turkach, którzy potwierdzili ich rządy. Ostatecznie Piotr został jednak usunięty przez Turków i zastąpiony bratem, Aleksandrem Mirczą.